# ヒミツのじゅにあ雑技団
『ヒミツのじゅにあ雑技団』（ヒミツのじゅにあざつぎだん）は、心交社から発売されているDVDシリーズであり、2009年6月現在、14作目まで作成されている。

## 内容
小学校低学年〜中学生くらいの中国人少女が、ハイレグ・Tバック・ビキニなどの露出の高い水着や、レオタードなどの衣装で、開脚・Y字バランス・ブリッジなどの柔軟姿勢を披露する。作品によっては、ミニスカートのワンピースや学生服などの衣装があり、パンチラ・パンモロしているシーンがある。出演者の年齢が高い程、衣装も過激なものが多い。また、実際の雑技団が着ているような肌露出の少ない衣装で、小道具を用いた雑技や柔軟姿勢を披露するシーンが、必ず挿入されている。
1作目に登場する少女の楽々は9歳、2作目の陽々は13歳、3作目の香々は14歳と年齢が表記されているが、4作目からは、年齢表記がなくなっている。

## 作品一覧
- ヒミツのじゅにあ雑技団　Vol.01　楽々(ララ)　2007年4月13日発売
- ヒミツのじゅにあ雑技団　Vol.02　陽々(ヨーヨー) 2007年4月27日発売
- ヒミツのじゅにあ雑技団　Vol.03　香々(シャンシャン) 2007年6月1日発売
- ヒミツのじゅにあ雑技団　Vol.04　明々(ミンミン) 2007年12月14日発売
- ヒミツのじゅにあ雑技団　Vol.05　苗々(ミャオミャオ) 2008年1月11日発売
- ヒミツのじゅにあ雑技団　Vol.06　珠珠(シュシュ) 2008年8月8日発売
- ヒミツのじゅにあ雑技団　Vol.07　天天(テンテン) 2008年9月12日発売
- ヒミツのじゅにあ雑技団　Vol.08　悠悠(ユゥユゥ) 2008年10月10日発売
- ヒミツのじゅにあ雑技団　Vol.09　小華(ショウカ) 2008年12月12日発売
- ヒミツのじゅにあ雑技団　Vol.10　王麗(オウレイ) 2009年1月9日発売
- ヒミツのじゅにあ雑技団　Vol.11　珠珠2(シュシュ) 2009年2月6日発売
- ヒミツのじゅにあ雑技団　Vol.12　瑛瑛(エイエイ) 2009年3月6日発売
- ヒミツのじゅにあ雑技団　Vol.13　蘭蘭(ランラン) 2009年4月3日発売
- ヒミツのじゅにあ雑技団　Vol.14　尼那(ニィナ) 2009年6月5日発売